# Maubec (Isère)
Maubec is een gemeente in het Franse departement Isère (regio Auvergne-Rhône-Alpes). De plaats maakt deel uit van het kanton L'Isle-d'Abeau welke in het arrondissement La Tour-du-Pin ligt. Maubec telde op 1 januari 2022 1.920 inwoners. 

## Geografie
De oppervlakte van Maubec bedroeg op 1 januari 2022 8,57 vierkante kilometer; de bevolkingsdichtheid was toen 224 inwoners per km².

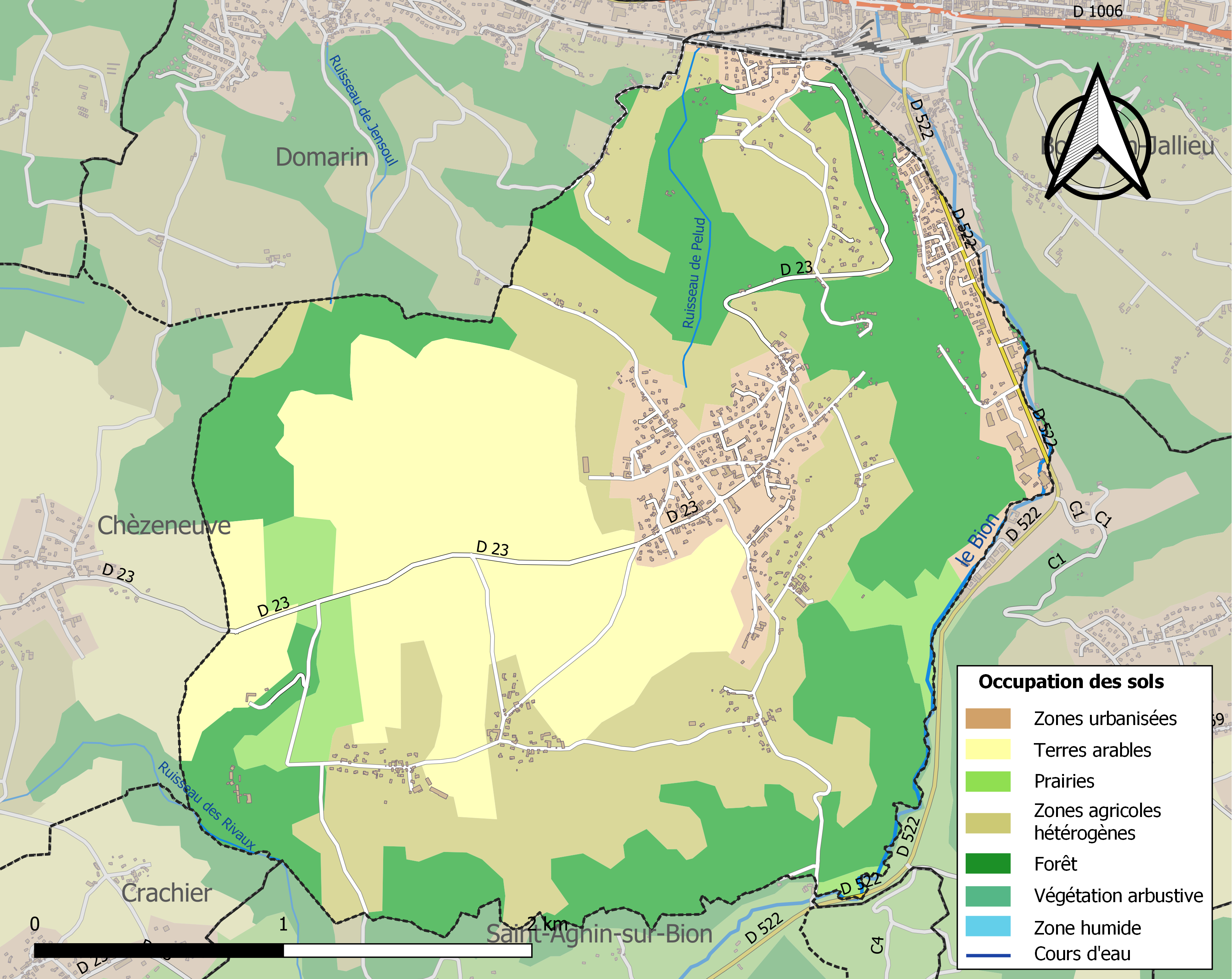
Kaart van de gemeente met de belangrijkste infrastructuur, bodemgebruik en omliggende gemeenten

## Demografie
Onderstaande figuur toont het verloop van het inwonertal (bron: INSEE-tellingen).